# Buhl (Bas-Rhin)
Buhl (Duits: Bühl im Unterelsaß) is een gemeente in het Franse departement Bas-Rhin (regio Grand Est) en telt 512 inwoners (2005).
De gemeente maakt deel uit van het kanton Wissembourg in het Haguenau-Wissembourg. Voor 1 januari 2015 was het deel van het kanton Seltz en het arrondissement Wissembourg, die toen beide werd opgeheven.

## Geografie
De oppervlakte van Buhl bedraagt 4,4 km², de bevolkingsdichtheid is 116,4 inwoners per km².
De onderstaande kaart toont de ligging van Buhl (Bas-Rhin) met de belangrijkste infrastructuur en aangrenzende gemeenten.

## Demografie
Onderstaande figuur toont het verloop van het inwonertal (bron: INSEE-tellingen).

Aschbach · Beinheim · Betschdorf · Buhl · Cleebourg · Climbach · Crœttwiller · Drachenbronn-Birlenbach · Eberbach-Seltz · Hatten · Hoffen · Hunspach · Ingolsheim · Keffenach · Kesseldorf · Lauterbourg · Memmelshoffen · Mothern · Munchhausen · Neewiller-près-Lauterbourg · Niederlauterbach · Niederrœdern · Oberhoffen-lès-Wissembourg · Oberlauterbach · Oberrœdern · Retschwiller · Riedseltz · Rittershoffen · Rott · Salmbach · Schaffhouse-près-Seltz · Scheibenhard · Schleithal · Schœnenbourg · Seebach · Seltz · Siegen · Soultz-sous-Forêts · Steinseltz · Stundwiller · Surbourg · Trimbach · Wintzenbach · Wissembourg
1. ↑  Populations de référence 2022.